# 트레비 (로마)

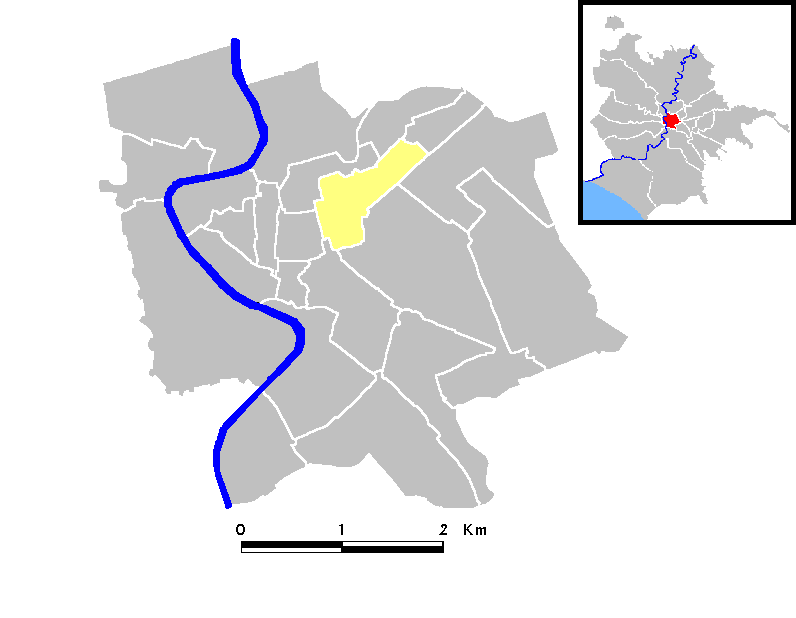
트레비의 위치

트레비(이탈리아어: Trevi)는 이탈리아 로마의 리오네다. R. II라고 표기되며, 로마 1구에 속한다.